# The Divine Conspiracy
| Recensione          | Giudizio |
| ------------------- | -------- |
| About.com           |          |
| AllMusic            |          |
| Metal Sorm          |          |
| Metallized          | 80/100   |
| Metallus            |          |
| RockLine            | 7,8/10   |
| Sea of Tranquillity |          |
| SpazioRock          |          |
| Sputnikmusic        |          |
| TrueMetal           | 81/100   |
| Ultimate Guitar     |          |

The Divine Conspiracy è il terzo album in studio del gruppo musicale olandese Epica, pubblicato il 7 settembre 2007 dalla Nuclear Blast.

## Tematiche
The Divine Conspiracy può essere definito come un concept album suddiviso in due parti. La prima parte dell'album (fino a La'fetach Chatat Rovetz) parla del lato oscuro della psicologia umana, analizzando in The Obsessive Devotion il problema dello stalking e della dipendenza affettiva, in Menace of Vanity quello dell'arroganza e dell'egocentrismo che finiscono per distruggere amicizie, in Chasing the Dragon quello della tossicodipendenza e in Never Enough quello di chi non riesce a contenere i propri desideri.
Nella seconda parte dell'album viene introdotta dalla strumentale La'petach Chatat Rovetz ("לפתח חטאת רובץ"), che è un'espressione ebraica che indica il peccato che si nasconde e attende la possibilità di colpire e influenzare. Dopo di questa si conclude la saga The Embrace That Smothers, iniziata dagli After Forever in Prison of Desire e continuata dagli Epica in The Phantom Agony. Death of a Dream parla di una giovane musulmana uccisa del padre perché rimasta incinta del fidanzato non musulmano, Living a Lie parla di una coppia di cristiani che aspetta un figlio che morirà durante il parto, Fools of Damnation di quanto siano schiavizzanti i dogmi religiosi, Beyond Belief parla dei disastri ecologici causati dall'uomo e si ispira alla civiltà maya, Safeguard to Paradise parla di un uomo ucciso per la sua opinione sulla religione.

L'album, secondo Mark Jansen, è percorso da un concept nascosto. Tale sottile filo conduttore narrativo, che si conclude con la titletrack, è stato spiegato con queste parole:

## Stile musicale
L'album rappresenta una svolta rispetto ai precedenti per via dell'irrobustimento delle sonorità, che si sono fatte più aggressive, oscure e strutturalmente complesse. Presenta le sonorità tipicamente symphonic metal del gruppo, ma unite con influenze progressive, death, power, gothic, melodic black o e arabeggianti a seconda dei brani.
Nel libretto Simone Simons è indicata come mezzosoprano, ma successivamente ha ammesso di esser stata classificata male e di essere in realtà un soprano.

## Copertina
L'artwork dell'album ha come soggetto principale Simone Simons nuda, che rappresenta l'innocenza degli esseri umani alla nascita. Ma gli errori, le scelte sbagliate e il dolore ci marchiano indelebilmente, ecco perché il corpo di Simone è ricoperto di tatuaggi. Inoltre, la cantante tiene in mano una mela, chiaro rimando alla figura biblica di Eva. La mela rappresenta non solo le tematiche religiose dell'album, ma anche la curiosità che spinge a preferire il cammino doloroso della conoscenza a quello tranquillizzante dell'ignoranza e dei dogmi.

## Tracce
1. Indigo – 2:05 (testo: Mark Jansen – musica: Coen Janssen, Mark Jansen)
2. The Obsessive Devotion – 7:13 (testo: Mark Jansen, Ad Sluijter – musica: Mark Janssen)
3. Menace of Vanity – 4:13 (Mark Jansen)
4. Chasing the Dragon – 7:40 (testo: Simone Simons, Mark Jansen – musica: Mark Jansen, Ad Sluijter, Yves Huts, Simone Simons)
5. Never Enough – 4:47 (testo: Simone Simons, Ad Sluijter – musica: Yves Huts)
6. La’petach Chatat Rovetz - The Last Embrace – 1:46 (musica: Mark Jansen, Yves Huts)
7. Death of a Dream (The Embrace That Smothers ~ Part VII) – 6:03 (testo: Simone Simons, Ad Sluijter – musica: Mark Jansen, Yves Huts, Ad Sluijter)
8. Living a Lie (The Embrace That Smothers ~ Part VIII) – 4:57 (testo: Simone Simons, Mark Jansen – musica: Mark Jansen, Yves Huts, Ad Sluijter)
9. Fools of Damnation (The Embrace That Smothers ~ Part IX) – 8:41 (testo: Mark Jansen – musica: Mark Jansen, Ad Sluijter, Simone Simons)
10. Beyond Belief – 5:25 (testo: Mark Jansen, Ad Sluijter – musica: Mark Jansen, Ad Sluijter, Simone Simons)
11. Safeguard to Paradise – 3:45 (testo: Mark Jansen – musica: Yves Huts, Mark Jansen, Coen Janssen)
12. Sancta Terra – 4:58 (testo: Simone Simons – musica: Mark Jansen, Ad Sluijter, Simone Simons)
13. The Divine Conspiracy – 13:57 (testo: Mark Jansen – musica: Mark Jansen, Ad Sluijter, Coen Janssen)

CD bonus nella Limited Edition
1. Higher High – 5:27 (testo: Simone Simons – musica: Yves Huts, Mark Jansen, Simone Simons)
2. Replica (Fear Factory cover) – 4:10 (testo: Burton C. Bell – musica: Dino Cazares, Raymond Herrera)
3. Never Enough (Music Clip)
4. Never Enough (Long Version) (Music Clip)
5. Making of "Never Enough"

## Formazione
- Simone Simons – mezzosoprano, arrangiamenti orchestrali
- Mark Jansen – chitarra ritmica, grunt, arrangiamenti orchestrali
- Ad Sluijter – chitarra solista, arrangiamenti orchestrali
- Yves Huts – basso, arrangiamenti orchestrali
- Coen Janssen – sintetizzatore, pianoforte, arrangiamenti orchestrali e del coro; baritono aggiuntivo (traccia 10)

Altri musicisti
- Ariën van Weesenbeek – batteria
- Miro Rodenberg – arrangiamenti orchestrali
- Amanda Somerville – contralto, cori; voce parlata (traccia 2)
- Sascha Paeth – cori
- Olaf Reitmeier – chitarra acustica (traccia 3); baritono aggiuntivo (traccia 10)
- Sander Gommans – grunt (traccia 7)
- Gjalt Lucassen – voce del prete (traccia 8)
- Jeff Wade – voce parlata (traccia 9)
- Hanz Martens – grand piano (traccia 11)
- Markus Schmidt – arrangiamenti orchestrali (traccia 13)

Coro
- Linda Van Summeren, Bridget Foggle – soprani
- Cinzia Rizzo – contralto
- Previn Moore – tenore
- Malvin Edmondsen – basso

## Classifiche
| Classifica (2007)          | Posizione massima |
| -------------------------- | ----------------- |
| Belgio (Fiandre)           | 40                |
| Belgio (Vallonia)          | 57                |
| Finlandia                  | 44                |
| Francia                    | 35                |
| Germania                   | 41                |
| Giappone                   | 148               |
| Paesi Bassi                | 9                 |
| Regno Unito (independent)  | 20                |
| Regno Unito (rock & metal) | 19                |
| Svizzera                   | 29                |
| Ungheria                   | 66                |